# Вулиця Генерала Алмазова (Львів)
Ву́лиця Генера́ла Алма́зова — вулиця у Шевченківському районі міста Львів, у мікрорайоні Рясне. Сполучає вулиці Брюховицьку та Ряснянську.

## Історія
Вулиця у складі селища Рясне мала назву вулиця Брю́сова, на честь російського поета Валерія Брюсова. У 1988 році отримала назву вулиця Шмигельського, на честь українського радянського поета Антона Шмигельського. Сучасна назва — з 1993 року, на честь українського військового діяча, генерала армії УНР Олекси Алмазова.

## Забудова
Будинки, що приписані до вулиці Алмазова, розташовані на ділянці від початку вулиці до її перехрестя з вулицею Ряснянською. Це переважно приватні садиби 1930-х—2000-х років.